# NGC 2215
NGC 2215 (również OCL 550) – gromada otwarta znajdująca się w gwiazdozbiorze Jednorożca. Odkrył ją 1 listopada 1785 roku William Herschel. Jest położona w odległości ok. 4,2 tys. lat świetlnych od Słońca.